# Меню-холдер

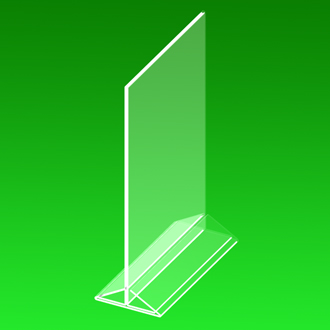

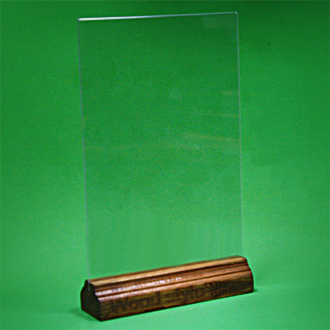
Меню холдер на деревянной ножке-подставке

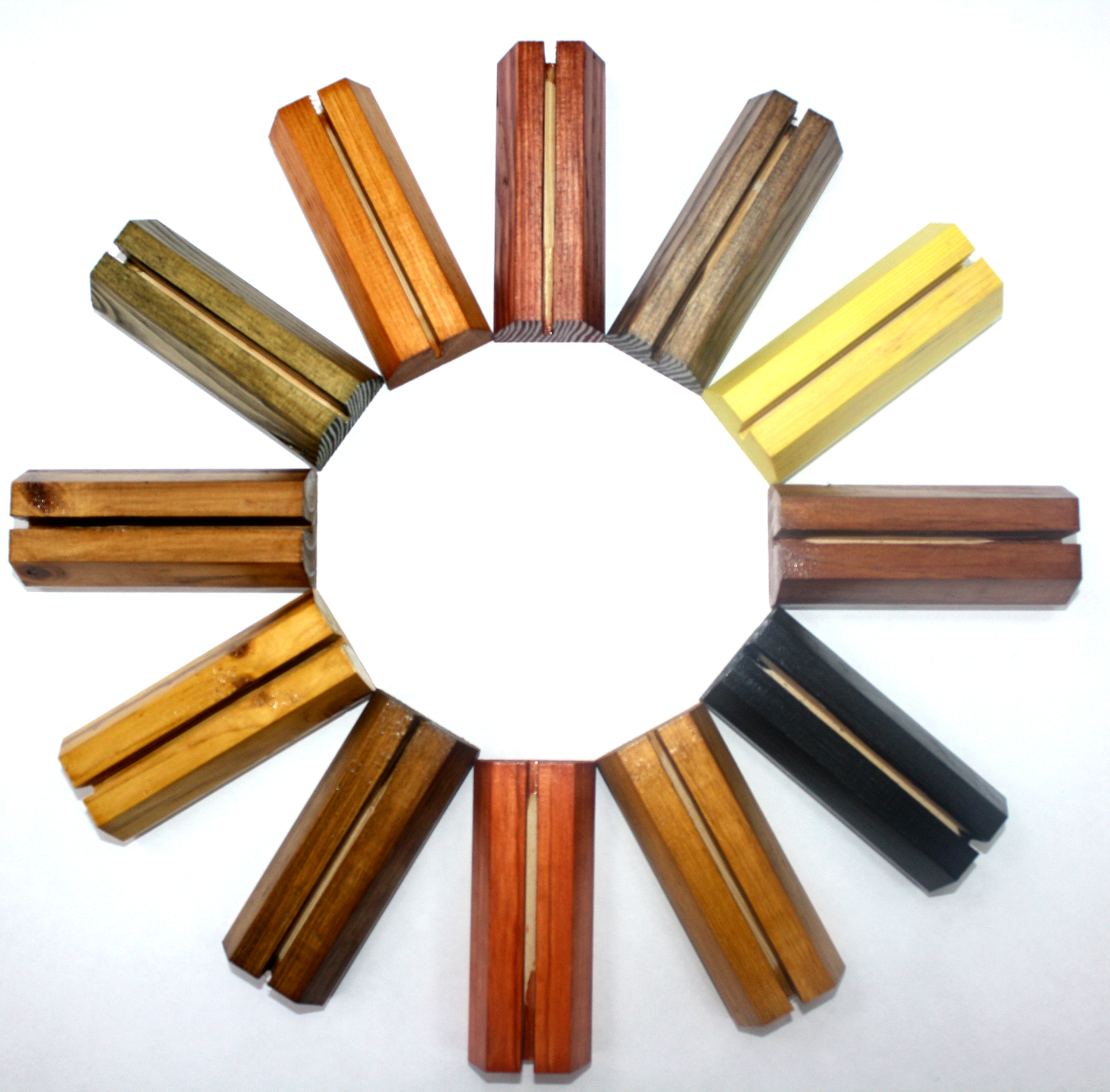
Подставки деревянные для менюхолдера

Меню-холдер (синонимы: подставка под меню, тейбл-тент, держатель меню, меню холдер) — один из основных видов POS-материалов, применяемых сфере HoReCa.
Используется для размещения меню, листовок, флаеров и другой печатной продукции в форматах А4, А5, А6 и 1/3 А4. Менюхолдеры для документов можно увидеть на ресепшнах многих фирм, отелей, фитнес-центров и медицинских учреждений. Также в каждом ресторане, баре и кафе есть меню холдеры, которые являются там обязательным атрибутом. Позволяет легко заменить носитель информации, удобен и прост в использовании.
Раздвижной менюхолдер состоит из двух частей. Верхняя часть (держатель) из прозрачного акрила, нижняя (основание) — в виде чехла, из прозрачного акрила, дерева или из любого цветного пластика. Обычно для изготовления применяются пластины толщиной 1.8, 2.0 и 3.0 мм. Возможно декорирование путём нанесение полноцветного изображения (например, логотипа) методом шелкографии. Деревянные подставки можно тонировать в различные цвета, что даёт возможность создавать корпоративный стиль для аксессуаров на ресепшене или на столе в кафе.